# コンビニDMZ
『コンビニDMZ』は、竿尾悟による日本の漫画作品。

## 概要
少年画報社の月刊漫画雑誌『ヤングキングアワーズ』にて2007年1月号から2010年6月号まで連載された。単行本は同社ヤングキングコミックスより全5巻。
続編『コンビニDMZ plus!』は、大日本印刷の電子コミックサイト「まんがこっち」の「モバイルキング」にて連載され、単行本は少年画報社ヤングキングコミックスより全1巻。
余談となるが、第20話で川口店長が新規店舗出店のために本場のDMZに行ったと語りながらお土産のキムチや骨付きカルビを出すシーンがある。DMZ内部ではないが隣接する北朝鮮内の開城工業地区内には、実際に日系のコンビニファミリーマートが韓国現地法人・普光ファミリーマートにより出店されている

## ストーリー
ヨーロッパのとある地域。ここは連邦軍、反乱軍、独立派民兵、さらには国連軍の四派が入り乱れる紛争地帯。この紛争地帯の緩衝地帯「ポイントチャーリー」のDMZ（Demilitarized Zone/非武装地帯）に日本資本と思われるコンビニが存在する。店名は「コンビニDMZ」。このコンビニDMZの店員を中心に、各勢力の軍人たちの日々を描いていく。

## 登場人物

### コンビニDMZ
日本資本のコンビニ。DMZとは、非武装地帯の略称であり、店舗敷地は現地勢力に中立地帯として認められている。ユーゴスラビア紛争をモチーフとしたこの戦場以外のDMZにも出店しており、川口が第20話で朝鮮半島の38度線を彷彿とさせる場所への新規店舗出店のため出張していた。ポイントチャーリーへの出店は、川口が担当し、彼が営業して回った。出店時はNATO（北大西洋条約機構）からも許可を得ている。NATOの職員は、バカげた発想だが、コンビニができるなら自分も行くと言っていた。なお、ポイントチャーリーに出店した理由は、ちょうど三派の勢力範囲の接点である為。企業にしてはかなり財政的に豊かなのか、軍用機や軍用車両も多数保有している。このコンビニの存在が、この戦争の戦況を大きく左右することもある。また、コンビニDMZのすぐ近くに国連軍の一個分隊ポイントチャーリー アリゾナ2が監視のため駐屯している模様。
一見すると、紛争地において非常に不用心な環境に見えるが、商品管理の端末などの備品や店舗のガラスは防弾になっているほか、防犯用の装備（グレネードランチャー風のカラーボール射出機）もある。
ちなみにポイントチャーリー店メンバーは店舗住み込みの為、生活費は会社持ち。特別手当等もあり、貯金自体はかなり増えていてマサルが雨宮から無茶振りでタカられても「散財」で済んでいる。支払いはクレジットカードか現金（しかも日本円）のみで、外貨の獲得にも一役買っている。
『ゲート 自衛隊 彼の地にて、斯く戦えり（漫画版）』では自衛隊駐屯地内のPXとしてDMZグループが契約しており、特地駐屯地内店舗の店員としてポイントチャーリー店メンバーが出向しているほか、アルヌス生活協同組合のPX店員の指導もしている。
川口 洋一（かわぐち よういち）
コンビニDMZ「ポイントチャーリー店」の店長。ポイントチャーリーに店を構えるまでは本部の開発部長だった。性格はいたって温厚だが、笑顔で人を殺せるタイプで、常に不敵な笑みを見せている。銃を持ったごつい兵隊相手でも躊躇なく自分の意見を通す。お客様を第一に考え、お客のニーズに応えるため、原付で前線を越えることもあるほか、無政府状態の国でもある程度の良識に基づいて行動する限りは営業も国有財産である史跡を用いた地域振興策も問題ないと考えている。目の前で人が死んでも、戦場だからと割り切っている模様。万引きは絶対に許さない。口癖は「困ったものですねぇ…」。
雨宮 淳（あめみや じゅん）
コンビニDMZの店員。女性。かなりの美人で、スタイルも良い。よく兵隊たちのハァトを狙撃している。れいかがやってきた際には、彼女の人気に嫉妬してセクシーな軍人風コスチュームに鞭を携えて現れ、軍人達を一喝して暴動を止めたことも。かつては泥レス選手をしており、カタログモデルなどの経験もあって仕事と言う物に対しては中々のプロ意識を持つ。父親は国連にて特別代表官を務める。
鳳石 勝（おおいし まさる）
コンビニDMZの店員。男性。絵がうまく、コンビニのチラシや広告看板を描いているほか、Webサイトで自分の描いた絵や漫画を公開している。描いている漫画の内容は、いわゆるエロマンガで、同僚の雨宮ネタをよく描いている。また、彼の公開していた漫画は現地三派軍と国連軍の上層部および兵士たちに好評なようで、彼が漫画家デビューする際は、国連と三派合意で出発日前後3日間がまさる休戦と呼ばれる休戦となった。漫画家デビューしたらしいが、その後もコンビニに勤めており、漫画家稼業はWeb連載を続けている。
川口がポイントブラボー店に出張した際には店長代理を任されるが、趣味に偏った仕入れをして客足を落としてしまう。これ以後、店長代理は雨宮が任されるようになった。
本間 裕護（ほんま ゆうご）
DMZ本社の御曹子。線の細い優男で女性は清潔感のある年上が好み。コンビニDMZポイントチャーリー店の新たな担当となったスーパーバイザー。多くの店舗を再生させてきた「スペシャル スーパー・バイザー（SSV）」であるがとりまきの成果という説もある。DNZ（店舗敷地）外の道路で割引券を撒くイベントを行ったため、連邦軍と反乱軍が割引券を取り合うことになる。これは最終的に大規模な部隊同士の戦闘を誘発することになり、結果として彼が大激戦の引き金を引くことになる。コンビニへの訪問の際は、ブラックウォーターUSAをモデルとするPMC（PMF/民間軍事請負企業）を雇っていた。
本間 舞（ほんま まい）
本間SVの妹で「子供SV」の肩書を持つ。非常に童顔な16歳。川口と共にポイントチャーリーの隣国に営業に向かう。
川口を「おじさま」と呼んで尊敬しており、結婚したいと考えている。背伸びしがちな年頃だが「子供らしいシンプルな意見」が事態を打開する事も多い。
普段はウィーンに居り、新商品のサンプルなどを届けに来店している。
阪堂（ばんどう）
ポイントブラボー店を担当するSV。川口とも顔馴染み。
黒島（くろしま）
ポイントブラボー店店長。昔、川口の世話になり、現在は某国の南北国境線上に作られた店舗を受け持っている。勝手に店内を分断し、買ってもいない商品に手をつけるような幹部子息を店員として押し込んでくる「北」側に辟易していたが、最終的には店長としての筋を通した。居酒屋でバイトした経験があり、焼き鳥などの料理は得意。
江口（えぐち）
ポイントブラボー店店員。
ニッフィー
マスコットキャラ。「フッ」と言うニヒルな笑顔が特徴でスナック菓子の販促プレゼントキャンペーンをキッカケにDMZグループ内でもマスコットとして定着する。
コミックス描き下ろし四コマ「DMZのニッフィー」では靴屋の小人ばりの活躍をしている。

### 連邦軍
とあるヨーロッパの連邦制国家の正規軍。
セルジェク大佐
連邦軍の指揮官。旅団長。後述のマシネンコ中将からは「ユーリ」と呼ばれている。高い判断能力と作戦立案能力を持つ優秀な指揮官である。川口がコンビニを出店する際は反対だったらしいが、川口からもらったお菓子「うまいけ棒」に魅了され、出店を承諾した。その後、うまいけ棒の中毒になったらしく、コンビニへの来店理由の大半はうまいけ棒の購入で、うまいけ棒が無ければ作戦の立案すらできなくなった。
若い頃から要領よく立ち回っていたようだが、出世に行き詰っており、連邦軍内最年長の「万年大佐」。
ミリシャ･ミハリチッチ特務大尉
連邦軍の尋問担当官。女性。彼女のおかげで連邦軍に潜入していたスパイ網を一掃できた。彼女にかかれば、オトせない工作員はおらず、その拷問内容とは、コンビニで買ってきた熱々のおでんの玉子を、スパイの口に無理やり突っ込むというもの。捕虜の虐待はジュネーブ条約で禁止されていると指摘されたが、彼女によれば、おいしいODENを食べさせているだけ。そのような尋問を行うため「玉子令嬢（レディエッグ）」とカンパニー（CIA/アメリカ中央情報局）の工作員から呼ばれていた。
化粧品などにもうるさく、連邦軍内の女性兵士のファッションリーダーとなっている。尋問官としてのイメージ作りもあってか、メイク時と素顔でかなり印象が変わる。スッピンで来店した際に本間SSVが一目惚れしたと言う椿事もあった。
サリバノフ大佐
連邦軍の指揮官。コンビニの近くの街で、独立派民兵の部隊の包囲作戦を指揮していた。
ムラマッチ将軍
連邦軍の師団長。新たにセルジェクの旅団が所属していた師団の司令になった将軍。予備役上がりで、戦前はおもちゃやぬいぐるみの卸売りをしていた。無類のぬいぐるみ好きで、それなりの歳にもかかわらず、ぬいぐるみを抱いて寝ている模様。元は北部戦線に居た。コンビニの存在が戦況を左右することが気に入らないらしく、戦場に神もコンビニもいらないと語る。その結果、セルジェクにコンビニに対して砲撃するよう命令し、さらにはコンビニの殲滅を命令するが、兵士たちは彼の命令を無視したため、彼自らがコンビニに踏み込む。しかし、「ニッフィー」の人形が店内においてあるのを発見。過去に息子にニッフィーをプレゼントした際、国の主義から逸脱しているという理由で没収されたことを思い出し、最終的にはコンビニ殲滅を諦め、師団章の意匠もニッフィーに改めた。
ボスキッチ少佐
モブトン砦を死守する命を受けた連邦軍少佐。反乱軍に包囲され、食料も底を突きかけていたところに、コンビニDMZのデリバリーサービスに一時的に救われる。しかし、マトが反乱軍につけられていたため、敵が内部へ侵入することを許してしまい、砦は陥落。その後の生死は不明。
ジェルコビッチ司令
猛暑に苦しみながらドブロクナックの湾口封鎖を行う連邦軍艦隊の司令官。ある日反乱軍の砲撃を受けて艦の冷凍庫が大破した後に起きたトラブルが原因で、反乱軍の攻撃を受けて僚艦共々撃沈されてしまった。
ニコラ・オスッチ少佐
ムラマッチ師団司令部付きの兵站将校。戦時ゆえのストレスと運動不足+過食でメタボ一直線の中年。だが、同じ境遇の娘・マリタが川口推薦の「最前線（フロントライン）ダイエット」に成功したのを見て一念発起、長距離に渡る隠密行軍及び奇襲作戦に志願し、同じ境遇の部下と見事に成功する。
スタン
週一でコンビニから故郷の町に小包を送っている連邦兵。
アウビン
スタンおよび後述のレナとは同郷の昔馴染み。再会したレナにコナを掛け、押し倒しかけた所をスタンに殴り倒されるが、最終的に2人を庇って見送った。

### 反乱軍
政府に対してクーデターを起こしている反乱部隊。
マネシンコ中将
反乱軍の軍団長。セルジェクからは「ヴァシリー」と呼ばれている。ミネラルウォーターが大好き。兵たちの間で評判の「メコンの茶水」を大絶賛していた。ポイントチャーリーにコンビニを出店することには消極的だったが、川口にいつでも安全な水を提供できると言われ、コンビニ出店に合意した。
連邦軍のセルジェクとは幼馴染かつ士官学校の同期らしく、顔を合わせると大人気ない喧嘩を始める。
キンチャク男爵（通称）
ちょびヒゲにサングラスの対テロ部隊の司令官。同じ反乱軍の兵士によるとオトせなかったスパイはいないそうである。
スタンコビッチ将軍
反乱軍の将軍。第113旅団を率いる。コンビニDMZに新たに設置されたATM（現金自動預け払い機/Automated Teller Machine）を、ATM（対戦車ミサイル/Anti Tank Missile）と間違え前線への補給を中断させていた。ユーリという名の息子がおり、その息子をだしに、低賃金を不満に思っている傭兵の「振り込め詐欺」に引っかかる。
ジャン
反乱軍の傭兵。傭兵達のまとめ役のようで、コンビニで立ち読みしていた時に上官を振り込め詐欺に引っ掛けることを思いつく。詐欺時は「第67軍警察大隊のトルブイコ大尉」と偽っていた。最終的にスタンコビッチにATM（現金自動預け払い機）と騙され、ATM（対戦車ミサイル）をぶっ放される。
ズラッコ
反乱軍の新兵。新兵であるため、上官にこき使われている。コンビニであったかい弁当を確保し、出来る限り弁当の温度を維持し、速やかに分隊陣地に運搬する任という名目の弁当を買うパシりにされており、その境遇を不満に思っている。たった1人で戦車をRPGを使用して撃破するなど、非常に優秀な兵士である。
マト
反乱軍の兵士。ズラッコの戦友。ズラッコにコンビニの行き来に便利な溝を教える。しかし、帰路の途中、敵の凶弾に頭を吹き飛ばされる。
エドゥアルド軍曹
反乱軍の分隊長。ズラッコの直属の上官。新兵をパシりにしている。
クラウス・ペーター・フォン・ヨーヘンハウンゼン大尉
反乱軍の傭兵で、第3独立小隊の小隊長。ドイツ人で、プロイセン名門軍人一家の出身。非常に優秀な軍人で、彼が指揮する作戦は必ず時間表どおりに遂行され、エスイストフォルシュテンディガージーク（完全なる勝利）で幕を閉じる。そのため、敵からはシュヴァルツフント（黒犬）という異名で恐れられている。
軍人としては優秀だが、夫婦関係は良くなかったようで、離婚された上に裁判にて慰謝料5万ユーロ（+毎月の生活費及び養育費）を請求される。しかし、大した報酬を得ていないがため、慰謝料を払える見込みがなく、弁護士からは傭兵をやめて民間軍事会社へ転職することを進められる。結局、軍人を辞めて社員になることが許せず、慰謝料のたしとしてコンビニDMZにてバイトを始める。シフトは週7日、21時から4時。
非常に時間にしっかりした性格で、時間表どおりに作戦行動しており、敵部隊が時間どおりに来ないと苛立ち、コンビニへもシフト時間ちょうどに出勤する。しかし、その時間にうるさい性格が災いし、コンビニに遅れないが為、部下を残し敵前逃亡、逮捕される。部下からも見放され、小隊は解散再編制される。
ポール
当人曰く、薄給に耐えかねて仲間を引き連れてコンビニDMZに押し入った。連邦軍、反乱軍双方に囲まれた末に川口の「全品100円均一宣言」に乗せられた両軍兵士になぎ倒された。
ラグ
ドブロクナック砲台の指揮官。本職はシーフードレストランのシェフで、川口とは旧知の仲。
ケラクス
101旅団に所属する兵士。同僚が縁起を担いで所持していた「川口店長の髪の毛」の効果を身を持って実証した。その話を聞いた中隊長の命令で隊員全てが川口店長の髪を装備して出動するがフェイク（偽物）だったため、ただ1人生き残った。

### 独立派民兵
連邦から独立を図ろうとしている民兵組織。通称ミリシア。
おしゃれスナイパー
独立派民兵の狙撃手。本名および階級不明。「おしゃれスナイパー」は、雨宮による命名。コンビニのすぐ近くに潜伏し、コンビニに立ち寄った連邦軍、反乱軍の兵士を狙撃している。しかし、雨宮にハァトを逆に狙撃され、雨宮の気を引こうとおしゃれを始める。しかし、元々ファッションセンスがないのか、全く訳の分からない格好でコンビニに来店する。その後、雨宮にダサいと指摘され、ファッション誌「LEO」を参考におしゃれをする。服を入手するために、連邦軍、反乱軍だけでなく国連、NGOをも標的にし始める。そしてコンビニに行けないことに業を煮やした連邦軍がコンビニ周辺を砲撃。しかし、運よくコンビニに来店していたため、難を逃れる。
おしゃれスナイパーは彼以外にもいるようで、川口いわく「おしゃれスナイパーを一人見かけたら 二十人はいるものと考えないと」とのこと。雨宮が振り向いてくれないためマネキンで彼女を再現することを考え、雨宮人形を作成するためにまさるを協力させようと拉致した。しかし、川口に人形でヤっているような奴におしゃれスナイパーと名乗る資格はないと言われ、改心。おまけにコンビニが潰れるとも言われ、コンビニ前で狙撃することも諦める。その後、自分以外のおしゃれスナイパーを殺してまわり、最終的に転職したのか、LEOのモデルとなった模様。
ヨシップ中佐
民兵の指揮官。非常に部下思いの上官で、部下のことを第一に考える。連邦軍に包囲された際にコンビニDMZに逃げ込み、商品のほとんどを買い占めながら6日間も部下と共に粘り続け、ついに連邦軍との持久戦に勝利する。その後、武装解除し、コンビニDMZの要請でやって来た国連軍の監視下で前線を通過して帰還した。しかし、商品の購入のために渡したクレジットカードの大半が期限切れだったり利用限度額を超えていたりしたため、2275万7955円を請求されることになる。
ロスト
民兵の小隊長。コンビニにてヨシップ中佐ととも連邦軍の包囲から逃れるために粘り続けていたが、5日目にコンビニの食糧が尽きてしまい、ヨシップの制止も聞かず自らの小隊と共に自力で包囲を突破しようとする。しかし、DMZから出た瞬間、連邦軍の一斉攻撃を受け死亡する。
パルガ
民兵の兵士。コンビニDMZの新商品「ハートマンさんのフルメタルブレッド」というパンの「小隊長専用パン」をどうしても食べたいらしく、小隊長になることを目指す。自分の所属している小隊の小隊長が戦死、続いて副小隊長の曹長が狙撃兵の銃撃を受け戦死。分隊長も爆死し、彼が分隊を引き継ぐことになる。その戦闘で活躍し、軍曹に昇進。さらに数多くの作戦を成功に導き曹長に昇進する。その働きぶりが認められ、市民の間でも評判となり、敵軍は懸賞金まで出すほど優秀な兵士であった。その彼を見込み、上層部はドボイロクの丘の敵野砲陣地の奪取を依頼する。また、それが成功したら小隊を任せると言われ、彼は小隊長専用パンのために必死に敵と交戦。見事野砲陣地奪取を成功させる。しかし、目的としていた小隊長専用パンは「中隊長専用パン」に昇進していた。どうしても諦めきれなかった彼は、身分を偽り中隊長専用パンを購入。憲兵に階級詐称で逮捕される。その後の消息は不明。
レナ
自分たちの町を守る為に民兵に参加した女性。だが連邦軍にいる昔馴染み・スタンとコンビニDMZで再会し、銃を持つことに疑問と恐怖を感じてしまう。紆余曲折の末、スタンと共に双方にとっての中間である反乱軍に投降した。
ちなみにスタンが毎週彼女への贈り物を送っていた学校（戦争の影響で住居として貸し出されていた）は、反乱軍司令部になっており、贈り物はマシネンコ将軍に届いていた。

### 国連軍
国際連合により派遣された各国の軍隊。中立の立場を利用しての宅配業務も請け負っている。
デルベッキオ軍曹
国連軍のEOD（爆発物兵器処理隊）の隊長。当初は、コンビニDMZの新商品「地雷まん」（中華まん）をゾンデ探知機にも全く反応しない新型地雷と勘違いしていた。コンビニのことを、IED（即製爆発物）の材料だらけだと危険視している。国連軍の要請でコンビニDMZは周辺の子供相手に地雷の講習会を行い、その講師として参加している。しかし、川口扮する「地雷マン」との勝負（地雷まんの中に1つだけある濃縮ハバネロ入りを一発で当てるゲーム）で敗れる。これにより、地雷まんの激辛ハバネロ入りを一発で当てようと練習していたが、熱中しすぎて地雷原のど真ん中に迷い込み、立ち往生してしまう。しかも見事にハバネロ入りを当ててしまい、水を求めるが、部下いわく地雷処理に時間がかかるため、彼の所にたどり着くまで2日かかるとのこと。
国連軍スペイン部隊隊員
スペイン陸軍から派遣された国連軍の兵士たち。マツタケが嫌いなようで、コンビニにマツタケ弁当しかないことを「貧乏くじ」と言っていた。だが、隊員の1名が、マツタケ1本で100ユーロ超えもザラだと発言したことから、マツタケを採集しコンビニに売り付け小遣い稼ぎをしようと企む。そして、マツタケが大量に生えているとされるキノコ山に装甲車で向かい、採集を始めるが、その山は連邦軍の勢力下にあったため、連邦軍に拘束された。そのことは翌日のニュースにもなり、連邦軍によれば、「我々の貴重な資源を不当に搾取した」とのこと。

### その他
ドラーゴ
おそらくイタリアのマフィア。ファミリーでは兄貴分だったようである。二丁拳銃の使い手。ファミリーを裏切り、金を奪ってこの国に逃げてきた。戦場で見つけたコンビニを奪い、「ドラーゴ一家」を旗揚げしようとすることを思いつき、コンビニDMZを占領する。こんな戦場のコンビニに客など来ないだろうと思っていたが、何人ものごつい兵隊がやってくるので、しかたなく店員に扮してレジ打ちをすることになるが、帰って来た川口に飲み食いした商品の代金を請求されてしまう。銃の腕はそれなりに優れているようだが、レジ打ちのしすぎで腱鞘炎になり、銃を扱えなかった。その後、コンビニから逃亡しようとして連邦軍の車両をヒッチハイクするが、志願兵と勘違いされ、無理やり前線へ連れて行かれる。
マリオ
ドラーゴの部下。かなりマヌケ。彼の母親はまるで天使のような美人らしい（彼曰く）。
荻堂 れいか
KAWAIIをキーワードに、本部がポイントチャーリー店の一日店長に任命した日本のアイドル。本間のつてでの出演。イベントの最中、独立派の民兵と握手したのをきっかけに、女っ気のない戦場において、女に飢えていた兵士たちの性欲が止まらなくなり、襲われそうになるところを国連軍イギリス部隊に助け出される。
ゼルゲイ
近隣の町に住む老人。迎えに来た孫娘と別の町に避難する移動中、コンビニを訪れた。店長以下のメンバーと久しぶりに再会したかのような態度をとり、DMZの文字が染め抜かれた旗を見せた。
W.W.II当時、地元パルチザンの一員として戦っていた彼が上官と共に訪れ、味方への食糧購入費を稼ぐためにバイトしていたのが「DMZ商会」を名乗る商店だった。聞けば聞くほど「現在とまったく変わらない話」を聞いた雨宮や勝からは件の人物が「川口店長のお祖父さんか?」と疑問を呈されたが、川口本人には思い当たるところはなく、DMZグループが発足したのも大戦終結から大分経ってからとのこと。ゼルゲイが立ち去るときに落としていった当時の写真を見た川口はそれ以上の追及は控えることにした。
マト・ガリッチ
国際指名手配されている武器商人。マト商会の社長。金を貰えれば誰であろうと武器弾薬や各種資材も販売する。通称裏コンビニ。川口とはそれなりに親しく、コンビニを建てる際に戦地であるこの国では手に入らない物を色々と密輸していた。非常に小柄であまりの小ささに、雨宮は入店してきたマトに気付かなかった。どうやら本人も自身の身長を気にしているようで、彼の前で「小さいおっさん」は禁句である。
コンビニDMZに、弁当のデリバリーサービスを提案する（ただし、自分の商品を販売することが真の目的）。しかし、部下のヘマが原因でICPO（インターポール）に発見され、反乱軍と連邦軍双方のブラックリストに登録されたが、しぶとく営業を続けている。
ハット、ベレー帽、キャップの3人組
敵の砲撃で動けず、コンビニ店内に籠っていた民兵、連邦、反乱軍の軍人。川口とマトとの関係を知り、コンビニDMZにも裏があるのではないかと疑う。本部付であったり、中隊分の給料を管理しているなど、階級それなりに高い模様。しかし、マトの前で禁句を言ってしまい、拉致される。コンビニの客の話では、MIA（戦闘中行方不明）扱いされてしまっている。
エルヴィン・プーチリン
ポイントチャーリー店の出店している国の隣国（モデルはアルバニア）で、自動販売機による配給制を実施している権力者（元・国防相）。柔道に傾倒しており、ミスしたり余計なことを言った部下は乱取りの相手をさせられたり締め技や関節技を掛けられる。川口によるコンビニ無血革命に元凶となったポイントチャーリー店を爆撃しようと戦闘機で出撃するが、連邦軍・反乱軍・民兵といった派閥を越えた迎撃を受けて撃墜されて行方不明となり、ロシアの山中をさまよっていたが、熊に襲われた某首相を助ける。
ゲンツ・ホーネッカー
プーチリン子飼いの軍人。元は某社会主義国家出身の柔道選手で党幹部の息子。海外に遠征中に母国で革命が起きて帰れなくなり、プーチリンに拾われた。練習相手以外にもプーチリンへの恩に報いようとあちこちの厄介事を片付ける役目を果たしていたが、舞の発言から機械と人の主客が逆転した状態はおかしいと気付いた。川口によるコンビニ無血革命の後、柔道選手として復帰した模様。
ユスフ・スタバンゲリ
ポイントチャーリー店の出店している国の隣国の街・ケジャのマフィアのボスでヘアスタイルにはこだわりがある。元は重量挙げの国内チャンプ。川口と舞の営業活動の結果、DMZケジャ支店店員（自警団々長兼任）となる。
アデム・イヌシャリ
ポイントチャーリー店の出店している国の隣国の街・ケジャを狙うマフィアのボス。ツルッパゲでロリコン。元はケジャ出身の材木卸し業者。川口と舞の営業活動の結果、ユスフとも和解しDMZケジャ支店店長となる。
キルロイ
情報収集から暗殺までこなすフリーエージェント。某国の大統領の依頼を受けてコンビニDMZを調査しに来たが、商品に偽装した隠しカメラを回収中に川口店長に見咎められて行方不明となる。

## 単行本
- 竿尾悟『コンビニDMZ』少年画報社〈ヤングキングコミックス〉、全5巻
  1. 平成19年11月15日発行、同年10月9日発売 ISBN 978-4-7859-2862-9（読切作品「松間屋城は燃えているか？」「セトウチアルマゲドン」収録）
  2. 平成20年7月11日発行、同年6月27日発売 ISBN 978-4-7859-2984-8（読切作品「ROULETTES!」収録）
  3. 平成21年5月12日発行、同年4月28日発売 ISBN 978-4-7859-3151-3
  4. 平成21年12月24日発行、同年12月10日発売 ISBN 978-4-7859-3276-3
  5. 平成22年6月12日発行、同年5月29日発売 ISBN 978-4-7859-3390-6

- 竿尾悟『コンビニDMZ plus!』少年画報社〈ヤングキングコミックス〉、全1巻
  1. 平成24年8月22日発行、同年8月8日発売 ISBN 978-4-7859-3893-2